# 巴拉頓奧爾馬迪區

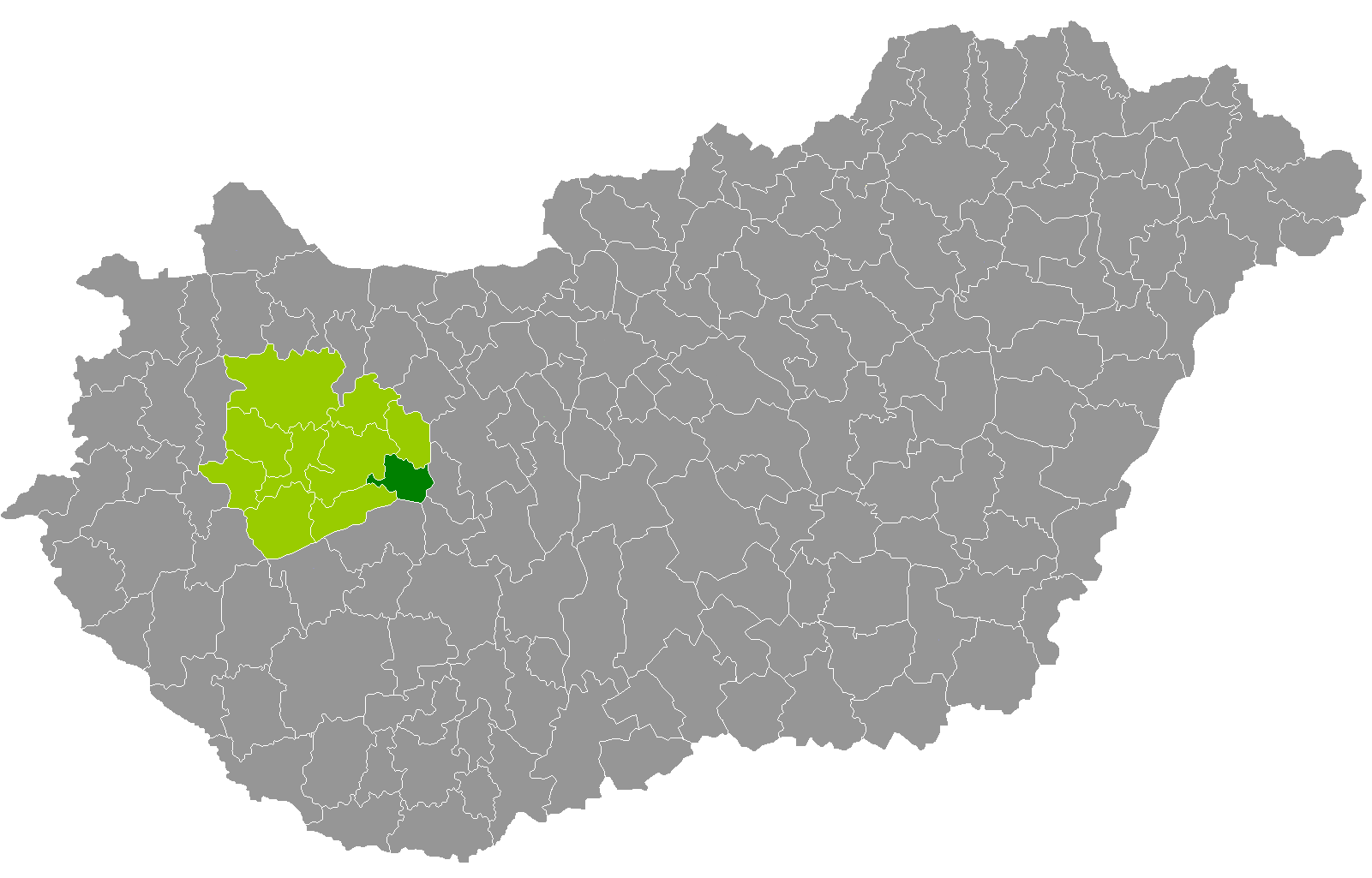

巴拉頓奧爾馬迪區（匈牙利語：Balatonalmádi járás），是匈牙利維斯普雷姆州的一個區，位於該國西部，区府設於巴拉頓奧爾馬迪，面積240平方公里，2011年人口24,330，人口密度每平方公里101人。

## 市镇
巴拉頓奧爾馬迪區包含3个城镇和8个村庄。